# Rejon aleksandrowski

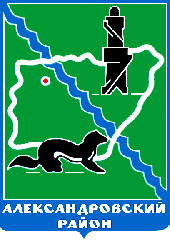

Rejon aleksandrowski (ros. Александровский район) – jednostka terytorialna w Rosji, w obwodzie tomskim. Centrum administracyjne – wieś Aleksandrowskoje.

## Geografia
Powierzchnia rejonu wynosi 30,16 tys. km² (9,6% terytorium obwodu). Graniczy z rejonem kargasokskim obwodu tomskiego i rejonem niżniewartowskim Autonomicznego Okręgu Chanty-Mansyjskiego. W północnej części rejonu znajduje się miasto w bezpośrednim podporządkowaniu obwodu – Strieżewoj.
Rzeka Ob dzieli rejon na dwie równe części, przepływając z południowego wschodu na północny zachód. Jest ona podstawową magistralą transportową, a nad jej brzegami leżą wszystkie miejscowości.